# Hybomys lunaris
Hybomys lunaris és una espècie de mamífer rosegador de la família dels múrids. Viu a altituds d'entre 1.500 i 2.700 msnm a l'oest d'Uganda i l'est de la República Democràtica del Congo. Es tracta d'un animal diürn. El seu hàbitat natural són els boscos montans tropicals. En el futur podria estar amenaçat per la desforestació. El seu nom específic, lunaris, significa ‘lunar’ en llatí.